# Stelis elongata
Stelis elongata är en orkidéart som beskrevs av Carl Sigismund Kunth. Stelis elongata ingår i släktet Stelis och familjen orkidéer. Inga underarter finns listade i Catalogue of Life.